# 朱棟
郢靖王朱棟（1388年6月21日—1414年11月14日），明太祖朱元璋第二十四子，母劉惠妃，明朝第一代亦為唯一一代郢王。

## 生平
朱棟在洪武二十四年四月十三日（1391年5月17日）受封郢王。
永樂六年六月二十一日（1408年7月14日）於湖廣安陸州長壽縣（今湖北鍾祥市）就藩。
永樂十二年十一月初一日（1414年12月12日）去世，享年二十六歲，在位六年，無子國除。

## 家庭

### 妻
王妃郭氏，武定侯郭英之女。永乐三年十一月初二日（1405年11月24日）册封为郢王妃，永乐十二年十二月二十九日（1415年2月8日）自缢殉节，与王合葬宝鹤山（今湖北钟祥市九里乡三岔河村皇城湾）。另外尚有六名殉葬遇害女性遺體，史书无载，在墓葬出土的时候才被发现。

### 女
- 第一女：光化郡主，儀賓王雄[4]
- 第二女：宣德四年封穀城郡主，奉诏迁来南京[5]:13。宣德五年成婚，儀賓魯信[4]。正统九年逝世，年三十五岁，安葬于江宁县钟家冈之原。1969年11月，墓葬被发现[5]:10，13。
- 第三女：南漳郡主，儀賓周韻[4]
- 第四女：幼殤

## 陵墓
郢靖王墓据《兴都志》记载，在兴都城南二十里清平村宝鹤山，即今钟祥市九里回族乡三岔河村四组之皇城湾。茔园建筑地上部分毁于历代战乱，仅残存零星建筑构件和遗址，地宫及封土保存完好。2003年列为湖北省文物保护单位。2005年国家文物局批准对其进行考古发掘，共出土文物400余件，其中两件青花梅瓶（一为“云龙纹”、一为“四爱图纹”）最具价值。而葬制上出现的六具殉葬受害者遺體，尚属明代藩王墓发掘的首次发现，最为独特。

### 圹志
|  | 王讳栋，太祖高皇帝第二十三子也，母惠妃刘氏。生于洪武戊辰五月十七日，辛未四月十三日册封为郢王，永乐六年特命之国，十二年十一月一日王疾逝，享年二十七。妃郭氏，营国威襄公郭英之女。皇帝念骨肉之亲，不胜痛悼，辍视朝十有五日，诏有司治丧葬如礼，赐谥曰‘靖’。遣使驰祭，以永乐十三年四月初六日，葬于宝鹤山之原。呜呼！王以宗室之亲，享有禄位，作藩作屏，胡天享蔷其年，而一旦处之大故，深可惜哉。爰述其概，用垂不朽焉。 |